# Jean-Marc Vallée
Jean-Marc Vallée (9. března 1963, Montréal, Kanada – 25. prosince 2021) byl kanadský filmový režisér, scenárista a producent.

## Život a dílo
Jean-Marc Vallée se narodil a vyrůstal v kanadském Montréalu.
Do širšího povědomí publika zapsal oceňovaným filmovým dramatem Klub poslední naděje, následovaný Divočinou; úspěch slavil i seriály Sedmilhářky či Ostré předměty.

## Smrt
Jean-Marc Vallée zemřel během pobytu na chalupě nedaleko Québecu, kde trávil sváteční čas.

## Filmografie
- 1995 Black List
- 1997 Los Locos
- 1999 Loser Love
- 2005 Dar od Boha
- 2009 Královna Viktorie – Oscar za kostýmy (2009)
- 2011 Café de Flore
- 2013 Klub poslední naděje – získal 3 Oscary: za výkony v hlavní a vedlejší mužské roli a za nejlepší masky
- 2014 Divočina